# Shock (Zeitschrift)
Shock: Injury Inflammation, and Sepsis, Laboratory and Clinical Approaches ist eine wissenschaftliche Fachzeitschrift, die vom Lippincott Williams & Wilkins-Verlag im Auftrag folgender Gesellschaft veröffentlicht wird:
- Shock Society
- European Shock Society
- Indonesian Shock Society
- International Federation of Shock Societies
- Japan Shock Society.

Die Zeitschrift erscheint mit zwölf Ausgaben im Jahr. Es werden Arbeiten veröffentlicht, die sich mit der Entstehung, den Mechanismen und den Behandlungsmöglichkeiten von Schockzuständen beschäftigen.
Der Impact Factor lag im Jahr 2014 bei 3,045. Nach der Statistik des ISI Web of Knowledge wird das Journal mit diesem Impact Factor in der Kategorie Chirurgie an 32. Stelle von 198 Zeitschriften, in der Kategorie Hämatologie an 26. Stelle von 68 Zeitschriften, in der Kategorie Intensivmedizin an neunter Stelle von 27 Zeitschriften und in der Kategorie periphere Gefäßerkrankheit an 20. Stelle von 60 Zeitschriften geführt.